# فواز الخاطر
فواز الخاطر (انگلیسی: Fawaz Al-Khater؛ زادهٔ ۲۷ سپتامبر ۱۹۸۱) بازیکن فوتبال اهل قطر است.

## باشگاهی
از باشگاه‌هایی که در آن بازی کرده‌است می‌توان به الجیش قطر، ام صلال، باشگاه ورزشی الدحیل، العربی قطر و ام صلال اشاره کرد.

## تیم ملی
وی همچنین در تیم ملی فوتبال قطر بازی کرده‌است.